# ワンルーム夏の恋物語
「ワンルーム夏の恋物語」（ワンルームなつのこいものがたり）は、平家みちよの7枚目のシングル。2000年5月17日発売。

## 概要
本作から11枚目のシングル「ムラサキシキブ」まで、プロデュース並びに作曲・作詞をつんく♂が行っている。
初回特典としてトレーディングカード1種が封入。

## 収録曲
（全作詞・作曲：つんく）
1. ワンルーム夏の恋物語
編曲：前嶋康明
2. ステキな恋 ステキな夜
編曲：高橋諭一
3. ワンルーム夏の恋物語（Instrumental）

## 参加ミュージシャン
ワンルーム夏の恋物語
- プログラミング：前嶋康明
- ギター：角田順
- コーラス：つんく・Wandabada Boys